# Тарпейская скала
Тарпе́йская скала́ (лат. Saxum Tarpeium) — отвесная скала в Древнем Риме, с юго-западной стороны Капитолийского холма.
С этой скалы сбрасывали осуждённых на смерть преступников, совершивших предательство, инцест, побег (рабов от хозяина). По легенде, название утёса происходит от имени Луция Тарпея, которого сбросили оттуда за выступление против царя Ромула.
По другой легенде, Тарпеей звали весталку, дочь начальника Капитолийской крепости Спурия Тарпея, которая во время войны с сабинами показала врагам тайный ход и была сброшена со скалы (по другой версии убита сабинами, закидавшими её тяжёлыми щитами).
Дион Кассий рассказывает о том, что в 23 году сенат приговорил поэта Сатурнина к смертной казни через сбрасывание с Тарпейской скалы за написание им нескольких неуважительных по отношению к императору Тиберию стихотворений.
Последняя казнь состоялась при императоре Веспасиане в 70 году, когда был казнен иудейский военачальник Симон Бар-Гиора, позднее казни в данном месте не практиковались.
В Новое время казни на Тарпейской скале (итал. Rupe Tarpeа) приводились в исполнение до 1550 года. У подножия скалы на Площади Утешения (Piazza della Consolazione) построили приют (Оspedale) и Церковь Санта-Мария делла Консолационе аль Форо Романо (итал. Chiesa di Santa Maria della Consolazione al Foro Romano — Церковь Святой Марии Утешения у Римского форума).